# Константин Палеолог (Папска гарда)
Константин Палеолог (Грчки: Κωνσταντῖνος Παλαιολόγος, умро 1508. године), био је племић грчког порекла из XVI века који је служио као војник у Италији. До своје смрти 1508. године, служио је Папској држави, успевши да постане командант Папске гарде.
Не постоје примарни извори који могу потврдити његово порекло или могуће везе са династијом Палеолога, последњом владајућом породицом Византијског царства (којим су владали 1259/1261–1453). Године 1965, британски историчар Стивен Рансиман идентификовао је Константина као сина Андреја Палеолога, синовца последњег византијског цара (и Константиновог имењака) цара Константина XI Палеолога. Андреј, за кога се иначе верује да није имао потомке, умро је сиромашан у Риму 1502. године. Рансиман је Константина назвао „згодним, али безвредним“. Године 1980, Рансиман више није био толико уверен у Константиново порекло, написавши да се за Андреја „каже да је оставио сина по имену Константин“. Британски историчар Доналд Никол такође је веровао да је Константин био син Андрејев, као и генеалог Питер Малат. Могуће је да се може поистоветити са „Константином од Мореје“, кога је папа Иноћентије VIII (владао 1484–1492) поменуо као примаоца пензије.
Константин је умро у сиромаштву и није познато да је имао деце. Познати чланови царске династије Палеолога изумрли су убрзо након тога смрћу Андрејевог брата Манојла Палеолога за време владавине османског султана Бајазита II (владао 1481–1512)[ и смрћу Манојловог сина Андреја за време владавине султана Сулејмана I Величанственог (владао 1520–1566). Британски историчар Расел Фостер сматрао је Константина одговарајућим последњим чланом лозе римских царева, пишући:
"Андрејев једини син, Константин Палеолог, последњи мушки наследник римске царске лозе која се може пратити до Јулија Цезара, умро је 1508. године као обичан војник у Риму – што је био прикладан крај петнаест векова римских Императора".